# Forugh Farrokhzad
Forugh Farrokhzad (en persa: فروغ فرخزاد) (Teheran, Iran, 5 de gener de 1935-Teheran, Iran, 13 de febrer de 1967), va ser una poeta i directora de cinema iraniana. Com a poeta va ser una de les més influents de l'Iran al segle xx. Era una poeta moderna, iconoclasta i controvertida. Juntament amb un grup de poetes renovadors com Nimà Yushij, Sorhab Sepehrí i Akhavan Salés, va trencar la rigidesa de la poesia clàssica persa per apropar-la a la gent fent servir expressions i termes populars i col·loquials. Va ser desqualificada pels sectors més conservadors de la societat iraniana, emblema del feminisme al seu país i admirada per escriptors i cineastes de tot el món.

## Biografia
Va néixer a Teheran el 1935, en ple procés d'occidentalizació del país en temps del xa Reza Pahlavi. Venia d'una família de classe mitjana observant de les tradicions islàmiques perses, filla del coronel Mohammad Bagher Farrokhzad (originari de Tafresh) i de Touran Vaziri-Tabar, era la tercera de set germans, entre ells la també escriptora i poeta Pooran Farrokhzad i l'actor, escriptor i poeta Fereydoun Farrokhzad. Després de l'escola i als 15 anys, va començar a estudiar pintura i costura a l'escola d'arts manuals per a noies Kamalolmolk. Més tard va explicar que després de les classes de costura se sentia més lleugera de ment i podia escriure poesia amb més facilitat. La pintura va ser sempre per a ella una segona via d'expressió.
Es va casar als setze anys, amb el rebuig de la família a causa de l'edat, amb Parviz Shapour, un conegut humorista. Va continuar la seva formació de pintura i costura i es va traslladar amb el seu marit a la ciutat de Ahwaz. Un any més tard, va donar a llum al seu únic fill, Kamyar Shapour (al qual li va dedicar Un poema per tu). Dos anys després, el 1954 la parella es va divorciar -segons algunes biografies hi van influir les seves idees de lluita per la llibertat-. El marit va guanyar la custòdia del fill. El seu pare la va repudiar i no pogué tornar a la casa familiar.
Forugh va tornar a Teheran. Encara que ja componia poemes en els seus anys estudiantils, és després d'aquesta complexa travessia personal -matrimoni, divorci, pèrdua de la custòdia del fill- quan va irrompre en l'escena literària. El 1955 va publicar el seu primer llibre de poemes, titulat Asir (Captiva) amb 44 poemes. Les seves poesies rebels i iconoclastes van rebre el rebuig de tots els academicistes. L'editor de l'obra va ser arrestat i ella va ser acusada de corrompre a la societat amb les seves paraules. L'assetjament de la crítica i de la premsa ja mai cessaria.
Pel setembre de 1955 va sofrir una crisi nerviosa i va ser ingressada en una clínica psiquiàtrica.
Pel juliol de 1956 va sortir per primera vegada a l'estranger i va viatjar durant nou mesos per Europa. El mateix any va publicar 25 curts poemes amb el títol Divar (El Mur) dedicat al seu exmarit.
El 1958 va publicar el seu tercer poemari, Esian (Rebel·lió). El mateix any, quan buscava feina, va conèixer al controvertit escriptor i cineasta Ebrahim Golestan amb qui va coincidir amb les idees d'independència i lliure expressió i amb qui va iniciar una relació sentimental que va mantenir fins a la seva mort. La seva vida independent i lliure era motiu d'escàndol en els tancats cercles literaris perses.
El 1962 va dirigir La casa negra, un breu documental sobre el Llatzeret de Tabriz, que alguns han comparat amb Terra sense pa i que el crític Mohsen Makhmalbaf va definir com “la pel·lícula més bella del cinema iranià”. El documental va rebre diversos guardons, entre ells el 1963 en el Festival de Mannheim.
El 1963 la UNESCO va produir una pel·lícula de 30 minuts sobre Forugh. També el cineasta Bernardo Bertolucci va viatjar a l'Iran per fer-li una entrevista i va decidir produir una pel·lícula de 50 minuts sobre la vida de la poeta.
El 1964 va publicar Tavallodi Digar (En un altre clarejar), amb 35 poemes escrits en els sis anys anteriors. El llibre és considerat una fita en la poesia persa contemporània que reflecteix la seva emancipació i alliberament de la tradició, tant en el plànol formal com personal. Propietària d'una creativitat i personalitat anticonvencionals, l'escriptora-cineasta obre el seu ventall cap a l'actuació teatral.
El 1965 va entrar en impremta la seva cinquena col·lecció de poemes, Creguem en l'albada de l'estació del fred, publicada després de la seva mort.
Va morir el 14 de febrer de 1967 en un accident de cotxe després de visitar la seva mare. Per evitar un vehicle que venia en sentit contrari es va desviar i es va estavellar contra un mur en circumstàncies no ben aclarides. Estava preparant el paper d'una obra teatral.
La seva poesia va ser prohibida i censurada per més d'una dècada després de la revolució islàmica.
A Espanya era pràcticament desconeguda fins que el 1997 la revista "Caminar" en va fer una petita presentació i va traduir tres dels seus poemes: Regal, Nina de corda i Renéixer. L'any 2000 es va publicar el seu primer llibre de poemes en castellà: Noche en Teherán  i en el 2004 Nuevo nacimiento amb poemes de Rebelión, Nuevo nacimiento i Creguem en l'albada de l'estació del fred, la seva última obra.

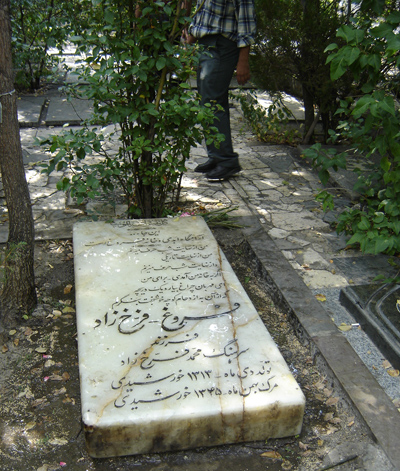
La tomba de Forugh situada en el cementiri de Zahiroddoulé, al nord de Teheran.

## Obra
La seva obra ha estat descrita com a poderosa i femenina, amb versos lliures que interpreten les inseguretats de les etapes de la seva vida, plens d'enyorança encara que sovint són amargs i realment poètics. La vitalitat i força dels seus versos, la sinceritat, senzillesa i transparència de la seva visió dels homes i de la vida van sacsejar Teheran.

## Publicacions
Va publicar cinc llibres de poemes: “Captiva” (1955), “El mur” (1956), “Rebel·lió” (1959), “En un altre clarejar” (1963) i “Creguem en l'albada de l'estació del fred” (obra pòstuma publicada el 1974).

### Obra en castellà
- Noche en Teherán. Los libros de la frontera, 2000 ISBN 978 84 8255 039 8
- Nuevo Nacimiento, amb traducció de Clara Janés i Sahand. Ediciones del Oriente y del Mediterran, 2004 ISBN 9788487198908
- Eterno anochecer : poesía completa. Editorial Gallo Negro, 2019 ISBN 9788416529698

## Documentals i altres materials
- I Shall Salute the Sun Once Again, documental realitzat per Mansooreh Saboori, Irandukht Productions 1998
- Moon Sun Flower Game, Documental per Claus Strigel, Denkmal-Film 2007
- The Bride of Acàcies per Ezzat Goushegir